# Hitoshi Uematsu
Hitoshi Uematsu (植松 仁, Uematsu Hitoshi), né le 21 juin 1974 à Ginan, est un patineur de vitesse sur piste courte japonais.
Lors des Jeux olympiques d'hiver de 1998 à Nagano il remporte la médaille de bronze sur 500 m.
Il est le frère de Jun Uematsu.
En 2000, il devient diplômé de keirin, au Japon  et participe à de nombreuses courses sur le circuit national lucratif jusqu'en 2010.

## Palmarès

### Jeux olympiques
- Médaillé de bronze olympique sur 500 m aux Jeux olympiques d'hiver de 1998 à Nagano ( Japon)